# Денис Хънтър
Денис Хънтър (на английски: Denise Hunter) е американска писателка на произведения в жанра съвременен любовен роман и християнска романтика.

## Биография и творчество
Денис Хънтър е родена на 2 декември 1968 г. в САЩ.
След раждането на трите си деца, през 1996 г. започва да пише първия си роман, докато децата ѝ спят, вдъхновена от смъртта на дядо си.
Първият ѝ роман „Stranger's Bride“ от поредицата „Канзаски невести“ е издаден през 1999 г. След нея тя се посвещава на писателската си кариера.
Оттогава е авторка на повече от 30 книги, включително „Танц със светулки“, „Изгрев над синия хребет“ и „Удобният младоженец“. Носителка е наградата „Холт медальон“, наградата „Читателски избор“, и наградата "Книга на годината”.
Три от романите ѝ са екранизирани от Hallmark Channel в успешни телевизионни филми. Книгата ѝ „Годеник по заместване“ е екранизирана през 2019 г. в едноименния филм с участието на Ванеса Марсел и Дейвид Сътклиф, а книгата ѝ „Декемврийска булка“ в едноименния филм с участието на Джесика Лоундес и Даниел Лисинг.
Денис Хънтър живее със семейството си във Форт Уейн, Индиана.

## Произведения

### Самостоятелни романи
- Summer by the Tides (2019)
- Bookshop by the Sea (2021)

### Серия „Канзаски невести“ (Kansas Brides)
1. Stranger's Bride (1999)
2. Never a Bride (2000)
3. Bittersweet Bride (2002)
4. His Brother's Bride (2003)

### Серия „Нови висоти“ (New Heights)
1. Mending Places (2004)
2. Saving Grace (2005)
3. Finding Faith (2006)

### Серия „Любовна история от Нантакет“ (Nantucket Love Story)
1. Surrender Bay (2007)
2. The Convenient Groom (2008)
3. Seaside Letters (2009)
4. Driftwood Lane (2010)

### Серия „Небесна романтика“ (Big Sky Romance)
1. A Cowboy's Touch (2011)
2. The Accidental Bride (2012)
3. The Trouble with Cowboys (2012)

### Серия „Чапъл Спрингс“ (Chapel Springs)
1. Barefoot Summer (2013)
2. Dancing with Fireflies (2014)
3. The Wishing Season (2014)
4. Married 'til Monday (2015)

### Серия „Лятно пристанище“ (Summer Harbor)
1. Falling Like Snowflakes (2015)
2. The Goodbye Bride (2016)
3. Just a Kiss (2016)

### Серия „Романтика край синия хребет“ (Blue Ridge Romance)
- Sweetbriar Cottage (2017)

1. Blue Ridge Sunrise (2017)
Изгрев над синия хребет, изд.: ИК „Кръгозор“, София (2018), прев. Силвия Желева
2. Honeysuckle Dreams (2018)
3. On Magnolia Lane (2018)

### Серия „Блюбел ин.“ (Bluebell Inn)
1. Lake Season (2019)
2. Carolina Breeze (2020)
3. Autumn Skies (2020)

### Участие в общи серии с други писатели

#### Серия „Поразен“ (Smitten)
4. Reese (2011)
8. Love Blooms (2013)
12. Happily Ever After (2014)
от серията има още 13 романа от различни автори

### Новели
- Truth or Dare (2012)
- Game of Love (2013)
- The Perfect Match (2013)

### Сборници
- Blind Dates (2003) – Кристин Билербек, Колийн Кобъл и Бев Хюстън

### Екранизации
- „Годеник по заместване“, The Convenient Groom (2016)
- „Декемврийска булка“, A December Bride (2016)
- Christmas on My Mind – по романа The Goodbye Bride (2019)